# 카지노

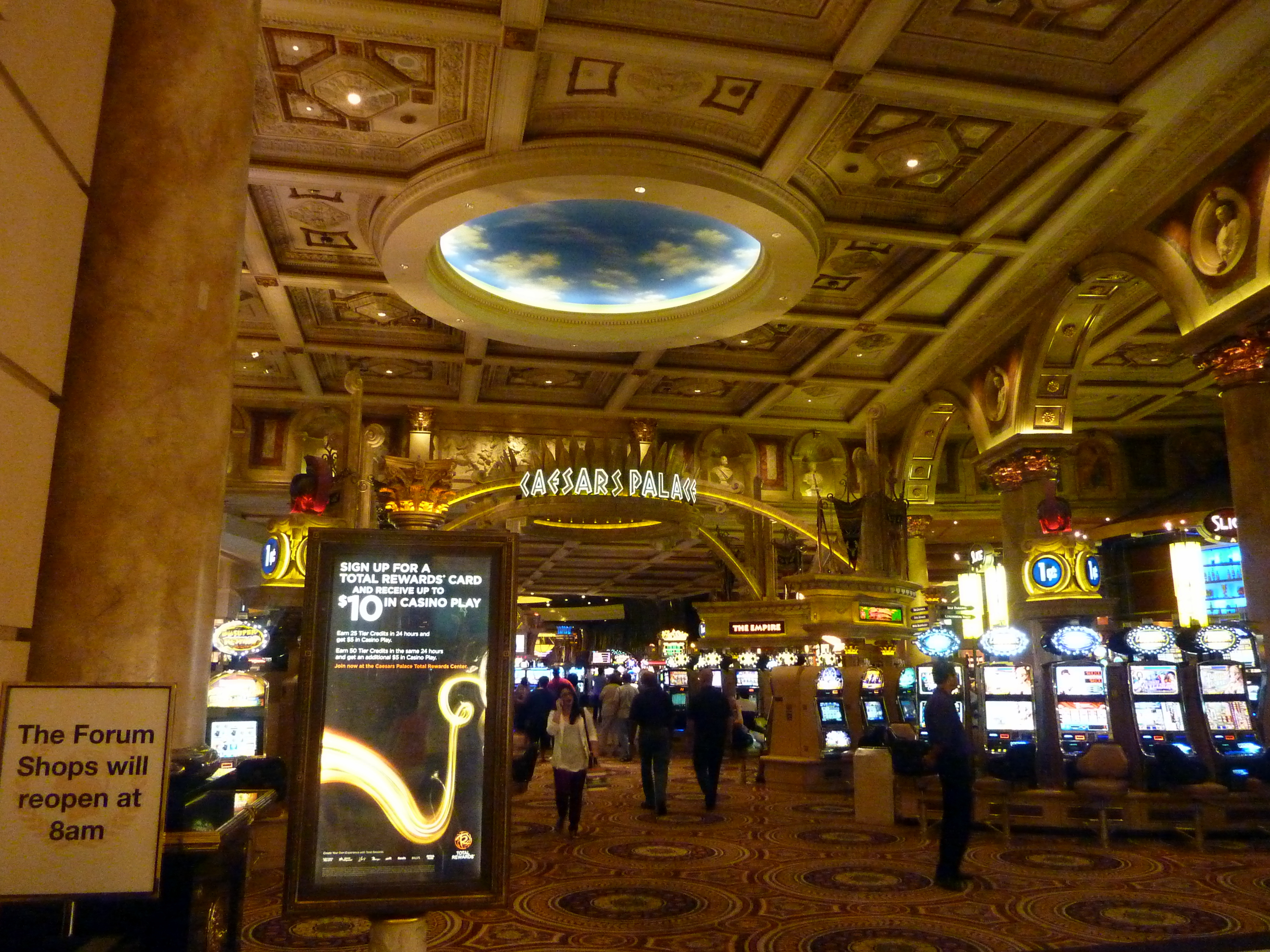
라스베이거스 스트립은 라스베이거스의 카지노 밀집 지역이다.

카지노(이탈리아어: casino)는 도박을 하는 시설의 하나이다. 룰렛이나 슬롯머신 등의 기기를 사용하고, 돈을 걸고 게임을 하는 장소(도박장)이다. 어원은 별궁 혹은 저택을 가리키는 "Casa"에 축소의 어미 "-ino"가 붙은 것이다.
카지노는 호텔, 리조트, 음식점, 소매점, 유람선 및 기타 관광 명소 근처에 건설되거나 결합되는 경우가 많다. 일부 카지노는 스탠드업 코미디, 콘서트, 스포츠 등 라이브 엔터테인먼트를 개최하는 것으로도 알려져 있다.

## 용어
카지노는 이탈리아어가 기원이다. 뿌리가 되는 단어 casa는 집을 의미한다. casino라는 용어는 작은 시골 별장, 여름 별장 또는 사교 클럽을 의미할 수 있다.
모든 카지노가 게임에 사용되는 것은 아니다. 캘리포니아주 샌타카탈리나섬에 있는 카탈리나 카지노는 건립 당시 이미 캘리포니아주에서 불법화된 전통적인 확률 게임에 사용된 적이 없다. 코펜하겐 카지노는 덴마크를 입헌군주제로 만든 1848년 혁명 기간 동안 공개 회의를 개최한 덴마크 극장이었다.

## 도박장의 역사
도박의 정확한 기원은 알려져 있지 않다. 일반적으로 도박은 역사상 거의 모든 사회에서 어떤 형태로든 목격되었다고 믿어진다. 고대 메소포타미아, 그리스, 로마부터 나폴레옹의 프랑스, 엘리자베스 시대의 잉글랜드에 이르기까지 역사의 대부분은 확률 게임에 기초한 오락 이야기로 가득 차 있다.
현대적인 정의를 충족하지만 카지노라고 불리지 않는 최초의 알려진 유럽 도박장은 1638년 베네치아 대평의회가 카니발 시즌 동안 통제된 도박을 제공하기 위해 이탈리아 베네치아에 설립한 리도토(Ridotto)였다. 시 정부는 지역 상류층을 빈곤하게 만들고 있다고 느꼈기 때문에 1774년에 폐쇄되었다.
미국 역사상 초기 도박 시설은 살롱(saloon)으로 알려졌다. 살롱의 탄생과 중요성은 뉴올리언스, 세인트루이스, 시카고, 샌프란시스코 등 4개 주요 도시의 영향을 크게 받았다. 여행자들이 이야기하고, 술을 마시고, 종종 도박을 할 사람들을 찾을 수 있는 곳이 바로 살롱이었다. 20세기 초 미국에서는 도박이 주법에 의해 금지되었다. 그러나 1931년에 미국 최초의 합법화된 카지노가 설립된 네바다주 전역에서 도박이 합법화되었다. 1976년 뉴저지주는 현재 미국에서 두 번째로 큰 도박 도시인 애틀랜틱시티에서 도박을 허용했다.

## 공인 카지노가 있는 나라 또는 지역

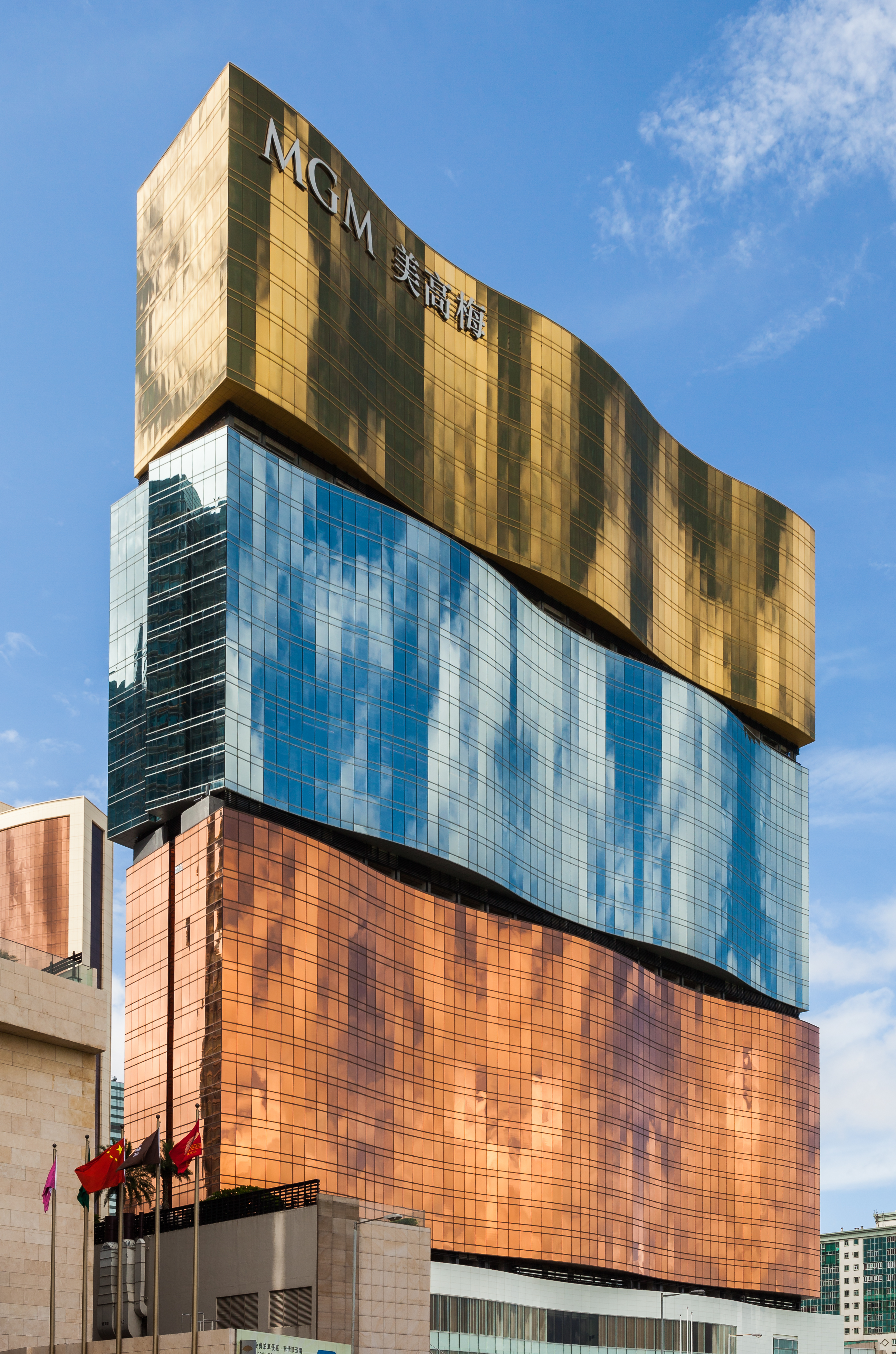
카지노는, 손님을 끌어들이는 화려한 건물이 많다

### 유럽
- 몬테카를로 (모나코)
- 바덴바덴 (독일 바덴뷔르템베르크주)

그 외 수많은 나라는 카지노가 공인되고 있다. 네덜란드에서는 암스테르담 국제 공항 내에 카지노가 있다.

### 미국
- 라스베이거스 (미국 네바다주)
- 애틀랜틱시티 (미국 뉴저지주)
- 리노 (미국 네바다주)
- 테니카 (미국 미시시피주)
- 빌록시 (미국 미시시피주)

상기가 카지노에 의한 세수입이 현저한 카지노 도시이다. 1990년대 이후 각주 정부가 카지노 합법화 법안을 연달아 가결해, 이외 미시시피강 유역이나 코네티컷주, 미시간주 등에도 카지노가 설립되고 있다. 또, 미네소타주등 미국 선주민에게만 거류지 내에서의 카지노 경영을 인정하고 있는 주도 있다.

### 아시아
- 마카오 (중국 마카오)
- 서울 (대한민국 서울특별시)
- 부산 (대한민국 부산광역시)
- 제주 (대한민국 제주특별자치도)
- 정선 (대한민국 강원도)
- 겐팅하이랜드 (말레이시아 쿠알라룸푸르 교외)
- 필리핀: 필리핀 정부가 운영하는 카지노가 있다.
- 캄보디아에도 외화획득을 위해 정부에 의해서 만들어진 카지노가 타이의 국경 부근에 존재한다. 또, 일본이나 싱가포르 등에 있고, 현재 카지노의 합법화가 이루어지고 있다.

### 기타
장기 항해를 실시하는 대형 크루즈 여객선에 카지노가 설치되어 있는 경우가 많다. 최근 인터넷이 발달함에 따라 모나코를 비롯한 도박이 허가된 나라의 카지노 플로어에 실시간 방송기재들을 설치하여 온라인으로 생방송되어 온라인으로도 도박을 할 수 있는등 많은 변화가 생겼다.

### 최대 카지노
면적이 넓은 카지노는 세계적으로 보고 미국에 많아, 세계 제일의 면적을 자랑하는 카지노도 미국에 있다. 아래를 참고하면 모두 미국에 소재해 있다.
- 세계 1위의 카지노 - 텍사스 스테이션 카지노(약 25,000 m2)
- 세계 2위의 카지노 - 폭스 우즈(약 18,000 m2)
- 세계 3위의 카지노 - MGM 그랜드(약 16,000 m2)

## 법적 취급
카지노는 도박 문제 때문에 법적으로 철저한 통제와 관리가 이루어진다. 그러나 사업적으로 막대한 이익을 주며 지역 경제 활성화에 큰 도움이 되기도 하는 양날의 칼과 같은 사업이기 때문에 이견이 많다. 대한민국에서는 강원랜드를 제외한 모든 카지노는 외국인 전용이고, 강원랜드 역시 지역주민들은 1개월에 한 번만 입장할 수 있다.

## 같이 보기

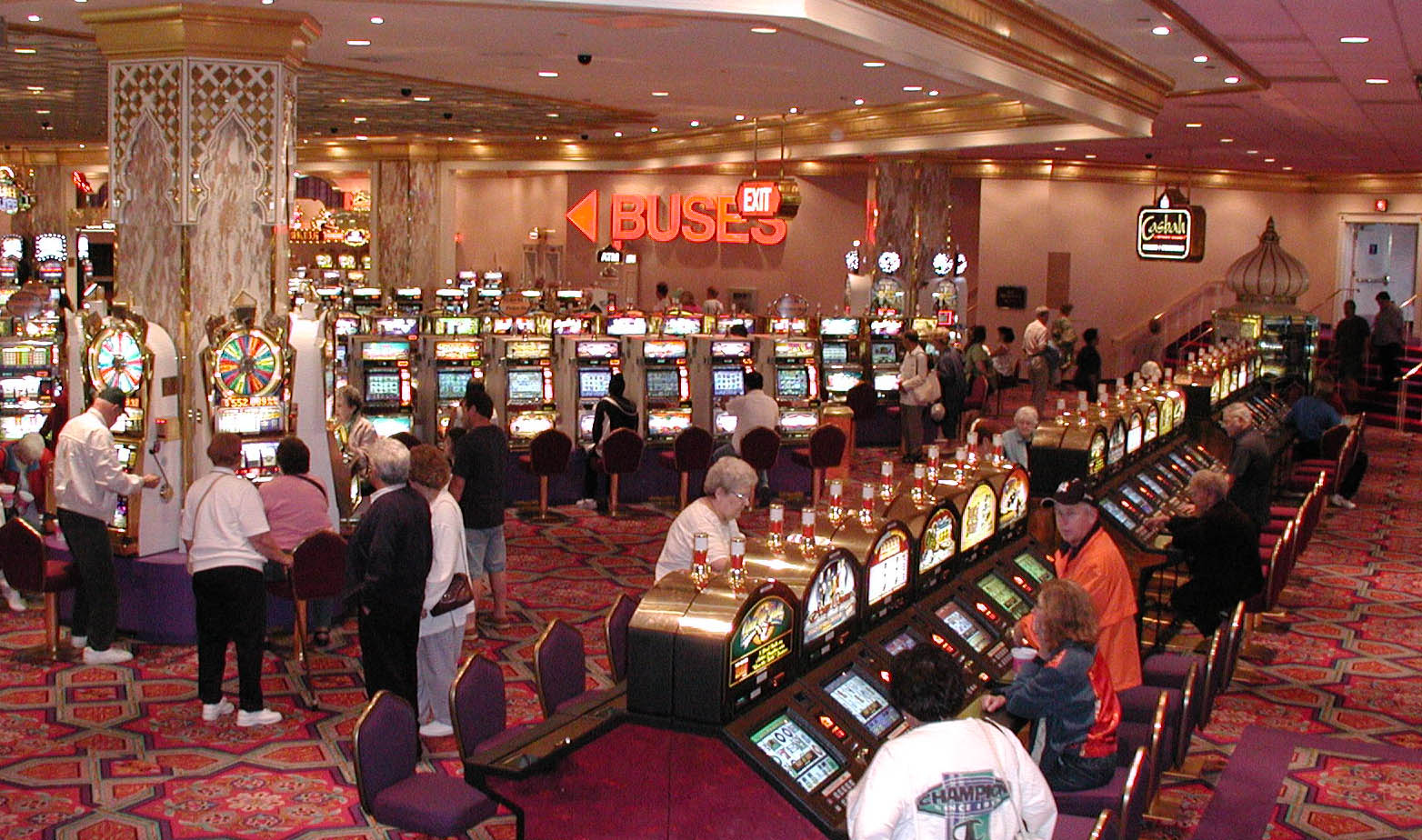
카지노에서 슬롯머신에 흥미를 느끼는 사람들

- 도박
- 바카라
- 슬롯 머신
- 파친코